# Viry (Haute-Savoie)
Viry ist eine französische Gemeinde im Département Haute-Savoie in der Region Auvergne-Rhône-Alpes.

## Geographie
Viry liegt auf 505 m, etwa 13 Kilometer südwestlich der Stadt Genf (Luftlinie). Das Dorf erstreckt sich auf dem Plateau am südlichen Rand des Genfer Beckens, am Nordfuß des Mont Sion, im Genevois westlich der Talniederung der Laire, in der Nähe der Grenze zur Schweiz.
Die Fläche des 26,16 km² großen Gemeindegebiets umfasst einen Abschnitt des Genevois. Das Gemeindeareal wird von der Laire zur Rhone entwässert. Dieser Fluss, der im Lauf der Zeit ein Erosionstal in die Plateaus des Genevois eingegraben hat, bildet die nördliche Grenze. Nach Süden erstreckt sich das Gebiet über ein sanft ansteigendes Plateau bis an den Fuß der Montagne de Sion. Am Hang oberhalb von Ravoir wird mit 755 m die höchste Erhebung von Viry erreicht. Das Plateau wird durch verschiedene Bäche im Einzugsgebiet der Laire untergliedert, darunter der Ruisseau de Chênex und der Ruisseau des Foges. Es wird teils als Landwirtschaftsfläche genutzt, weist aber auch größere Waldgebiete (Les Grands Bois und Bois de la Rippe) auf.
Zu Viry gehören neben dem eigentlichen Ortskern auch zahlreiche Dörfer und Weiler:
- Veigy (435 m) auf dem Plateau südlich des Tals der Laire
- Malagny (432 m) auf dem Plateau zwischen den Tälern von Laire und Ruisseau des Foges
- Humilly (445 m) auf dem Plateau zwischen den Tälern von Ruisseau de Chênex und Ruisseau des Foges
- Humilly d’Amont (455 m) auf dem Plateau zwischen den Tälern von Ruisseau de Chênex und Ruisseau des Foges
- Essertet (480 m) auf dem Plateau am Ruisseau des Foges
- Germagny (528 m) auf dem Plateau am Nordfuß der Montagne de Sion
- L’Eluiset (572 m) westlich der oberen Laire
- Thonex (560 m) östlich der oberen Laire
- La Côte (540 m) am Südrand des Bois de la Rippe
- Vaux (560 m) am Nordfuß der Montagne de Sion
- Songy (530 m) auf einer Kuppe nördlich des Bois de la Rippe

Nachbargemeinden von Viry sind Saint-Julien-en-Genevois und Feigères im Osten, Présilly und Vers im Süden, Chênex und Valleiry im Westen sowie die schweizerischen Gemeinden Chancy, Avusy und Soral im Norden.

## Geschichte
Viry bildete seit der Karolingerzeit eine Herrschaft. Das einflussreiche Geschlecht der Barone von Viry ist bis ins 12. Jahrhundert zurückzuverfolgen. Im Mittelalter unterstand es der Oberhoheit der Grafen von Genf und kam 1401 an Savoyen. Im 16. Jahrhundert erhielten die Barone den Titel Grafen von Viry. Das von den Savoyern 1589 im Kampf gegen Genf erbaute Fort Sainte-Catherine wurde 1601 von Henri IV., einem Verbündeten der Genfer, zerstört.
In Viry war der Freiburger Emile Barras als landwirtschaftlicher Arbeiter beschäftigt, als es ihm im Zweiten Weltkrieg im deutsch besetzten Frankreich gelang, jüdische Kinder vom Bahnhof Viry über die Schweizer Grenze zu bringen. Yad Vashem ehrte ihn 1989 als Gerechter unter den Völkern.

## Sehenswürdigkeiten
Die heutige Gemeinde Viry setzt sich aus mehreren alten Pfarreien zusammen. Die Dorfkirche von Viry im sardischen Stil erhielt ihre jetzige Gestalt beim Neubau von 1843. Weitere Gotteshäuser befinden sich in L’Eluiset und in Humilly (13. Jahrhundert). Von den profanen Bauwerken sind das Schloss der Familie Viry (im 17. Jahrhundert errichtet), das Château des Granges und die Ruinen des Fort Sainte-Catherine zu erwähnen. Verschiedene Weiler zeigen charakteristische Wohnhäuser aus dem 17. bis 19. Jahrhundert.

## Bevölkerung
| Jahr                       | 1962 | 1968 | 1975 | 1982 | 1990 | 1999 | 2004 | 2017 |
| Einwohner                  | 1119 | 1218 | 1561 | 2023 | 2550 | 3032 | 3303 | 5182 |
| Quellen: Cassini und INSEE |      |      |      |      |      |      |      |      |

Mit 5625 Einwohnern (Stand 1. Januar 2022) gehört Viry zu den mittelgroßen Gemeinden des Département Haute-Savoie. Seit den frühen 1970er Jahren wurde dank der attraktiven Wohnlage ein kontinuierliches starkes Bevölkerungswachstum verzeichnet. Vor allem im Bereich von Viry und L’Eluiset entstanden zahlreiche Einfamilienhäuser.

## Wirtschaft und Infrastruktur
Viry war bis weit ins 20. Jahrhundert hinein ein vorwiegend durch die Landwirtschaft geprägtes Dorf. Noch heute besitzt die Landwirtschaft einen gewissen Stellenwert. Auf den fruchtbaren Böden wird Acker- und Gemüsebau betrieben und an den sonnenexponierten Hängen im Bereich der Laire gibt es Weinbauflächen. Heute sind in Viry zahlreiche Betriebe des lokalen Klein- und Mittelgewerbes wie auch Baufirmen und Dienstleistungsunternehmen vertreten. Viele Erwerbstätige sind Wegpendler, die in den größeren Ortschaften der Umgebung, vor allem im Raum Genf-Annemasse, ihrer Arbeit nachgehen.
Die Ortschaft ist verkehrsmäßig gut erschlossen. Sie liegt oberhalb der Hauptstraße N206, die von Annemasse entlang der Schweizer Grenze nach Bellegarde-sur-Valserine führt. In Viry zweigt die D992 nach Seyssel ab. Auch die Autobahn A40 durchquert das Gemeindegebiet, der nächste Anschluss befindet sich in einer Entfernung von rund sechs Kilometern. Viry besitzt einen Bahnhof an der Eisenbahnlinie Annemasse–Bellegarde, dieser wird jedoch nicht von Personenzügen bedient.